# Robert Heidmann

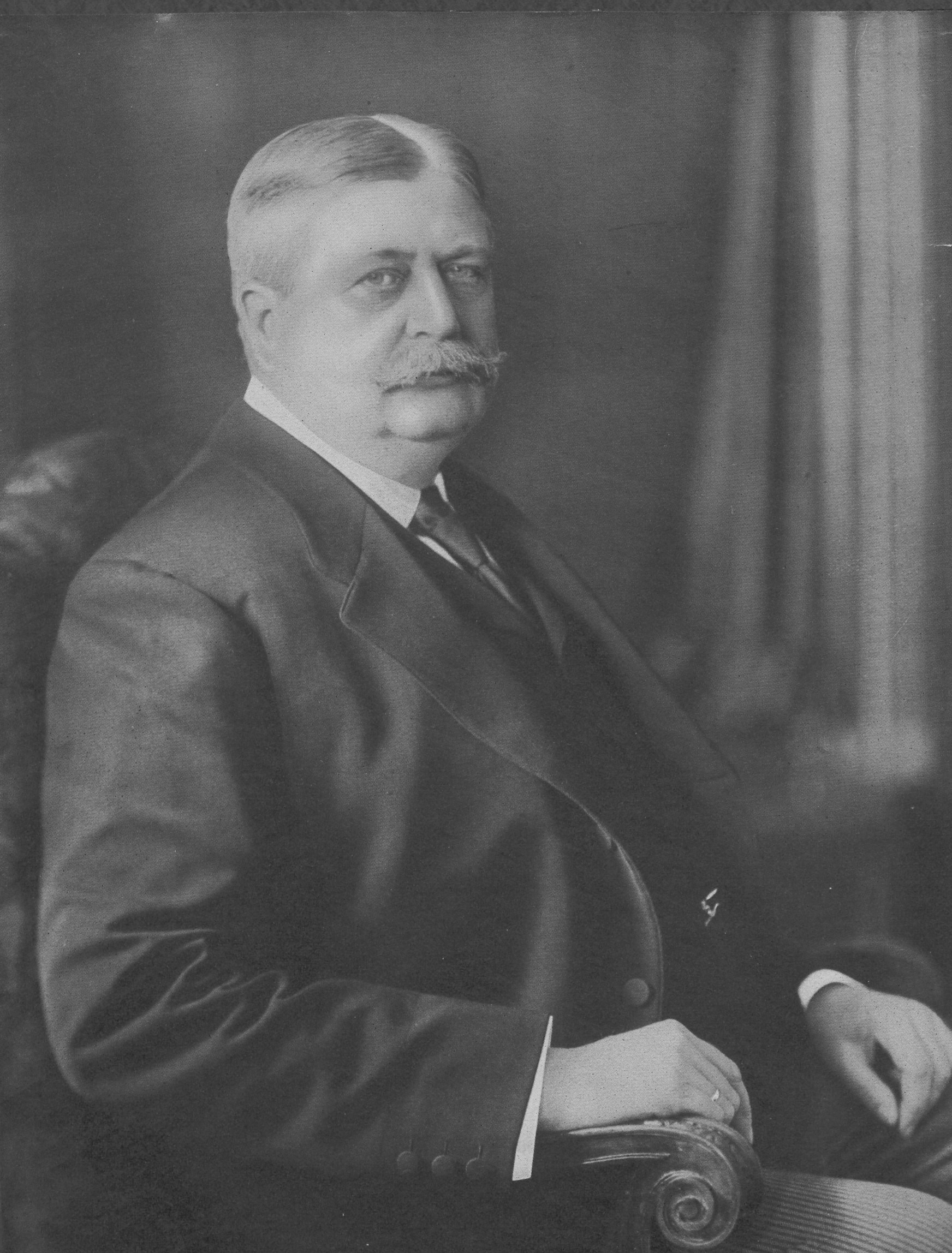
Robert Heidmann

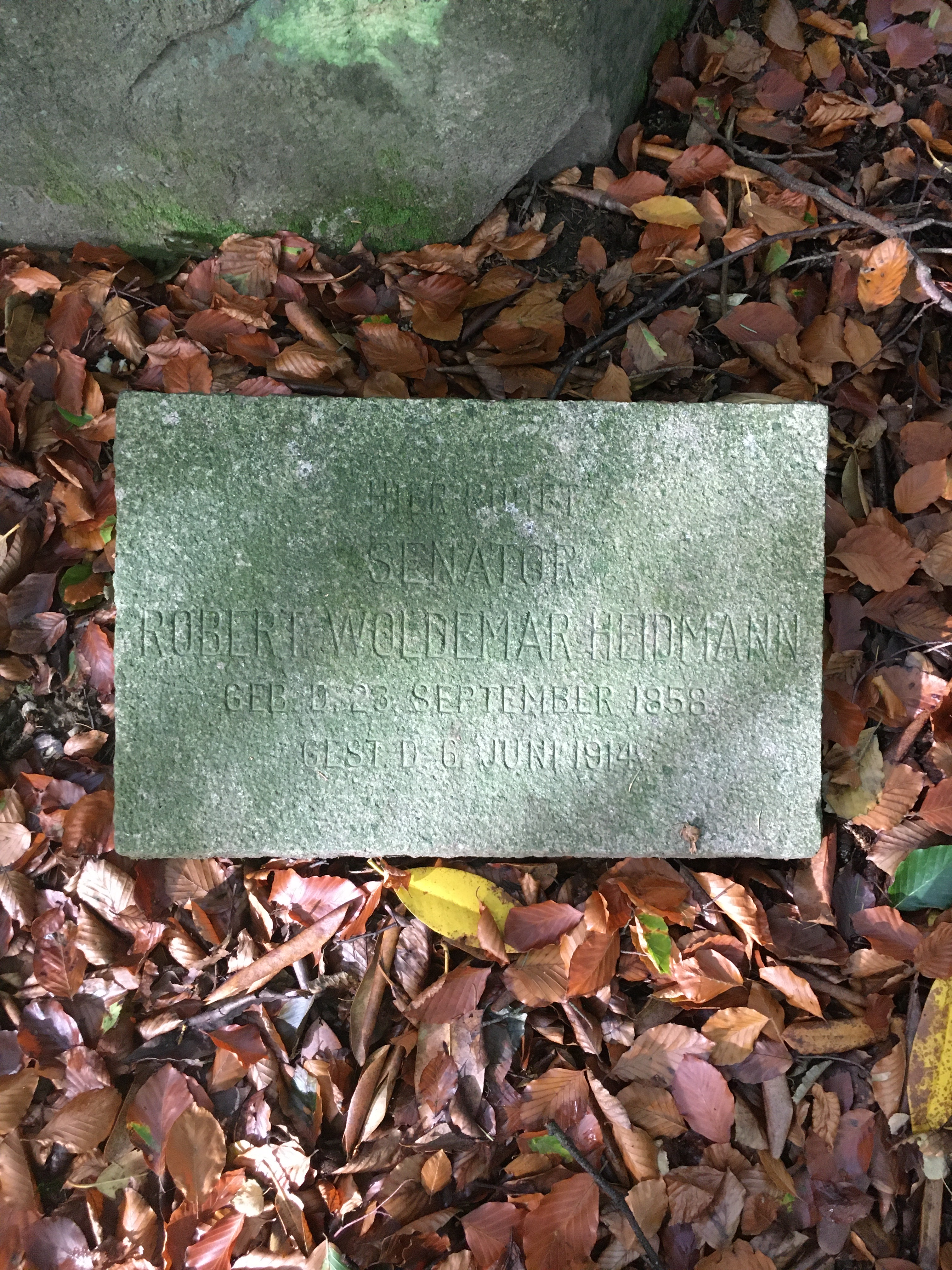
Kissenstein für Robert Heidmann in der Familiengrabstätte auf dem Friedhof Ohlsdorf

Robert Woldemar Heidmann (* 23. September 1858 in Hamburg; † 6. Juni 1914 in Wismar) war ein Kaufmann und Hamburger Senator. 

## Leben
Heidmann wuchs in Hamburg auf und nach einer kaufmännischen Lehre lebte er einige Jahre in England und Frankreich, bevor er 1887 zusammen mit seinem Bruder das von seinem Vater 1848 gegründete Geschäft H.W. Heidmann, eine Steinkohlenhandlung und Reederei, übernahm. Neben seiner beruflichen Tätigkeit wurde er in die Finanzdeputation berufen.
Im Jahre 1904 wurde Heidmann in die Hamburgische Bürgerschaft gewählt, wo er sich der Fraktion der Rechten anschloss. Am 19. März 1909 wurde Heidmann für den in den Ruhestand tretenden Senator Eduard Heinrich Roscher in den Hamburgischen Senat gewählt.
In der 1912 erschienenen Rangliste der Vermögenden Personen aus Hamburg belegt Heidmann in etwa Rang 87 mit einem Vermögen von 3,9 Millionen Mark. 
Heidmann hatte im Senat zunächst die Ämter des stellvertretenden Präses der Deputation für Handel, Schifffahrt und Gewerbe, sowie das des Vorsitzenden der Schlachthofdeputation inne.
Außerdem war er Mitglied der Senatskommission für Eisenbahnangelegenheiten und zweiter Kirchspielherr an der Hl. Dreieinigkeitskirche in St. Georg. 
Heidmann machte sich vor allem um Hafenfragen verdient und verhandelte 1908 mit Preußen die Köhlbrandverträge aus, die wichtige Grundlage für die folgenden Hafenerweiterungen waren.
Heidmann war ein entschiedener Befürworter der Gründung einer Hamburgischen Universität. Für diese Idee trat er mehrmals, auch als Senator, öffentlich ein, wohl wissend, dass die Mehrheit im Senat gegen die Gründung einer Universität war. Es war für die damalige Zeit äußerst ungewöhnlich, dass ein Dissens, der innerhalb des Senats herrschte, öffentlich wurde.
Heidmann starb an einem Herzschlag während einer Bahnfahrt, als er von einem Kuraufenthalt nach Hamburg zurückkehren wollte. Zu seinem Nachfolger im Senat wurde Anton Rodatz gewählt. Robert Heidmann wurde in der Familiengrabstätte auf dem Friedhof Ohlsdorf im Planquadrat AA 24 beigesetzt.